# Comisión canadiense de radiodifusión y telecomunicaciones
La Comisión canadiense de radiodifusión y telecomunicaciones (en inglés: Canadian Radio-television and Telecommunications Commission, en francés: Conseil de la radiodiffusion et des télécommunications canadiennes)  es la entidad nacional estatal reguladora de televisión y de telecomunicaciones en Canadá. Fue creada en 1976 cuando se hizo a cargo de la responsabilidad de regular las compañías de telecomunicaciones. Antes de 1976, era conocida como la Comisión de Radio y Televisión, que fue establecida en 1968 por el Parlamento de Canadá para reemplazar a la Junta de Gobernadores de difusión, entidad creada especialmete para regular la CBC en 1958. Su sede se encuentra en el edificio central del complejo Terrasses de la Chaudière cerca de las cataratas de Chaudière en Quebec, Canadá.